# Lista planetelor minore: 63001–64000
| Nume                                            | Denumire provizorie                             | Data descoperirii                               | Locul descoperirii                              | Descoperitor(i)                                 |                                                 |                                                 |                                                 |                                                 |                                                 |                                                 |                                                 |                                                 |                                                 |                                                 |                                                 |                                                 |                                                 |                                                 |                                                 |                                                 |                                                 |                                                 |                                                 |                                                 |                                                 |                                                 |                                                 |                                                 |                                                 |                                                 |                                                 |                                                 |                                                 |                                                 |                                                 |                                                 |                                                 |                                                 |                                                 |                                                 |                                                 |                                                 |                                                 |                                                 |                                                 |                                                 |                                                 |                                                 |                                                 |
| 63001–63100 Lista planetelor minore/63001–63100 | 63001–63100 Lista planetelor minore/63001–63100 | 63001–63100 Lista planetelor minore/63001–63100 | 63001–63100 Lista planetelor minore/63001–63100 | 63001–63100 Lista planetelor minore/63001–63100 | 63101–63200 Lista planetelor minore/63101–63200 | 63101–63200 Lista planetelor minore/63101–63200 | 63101–63200 Lista planetelor minore/63101–63200 | 63101–63200 Lista planetelor minore/63101–63200 | 63101–63200 Lista planetelor minore/63101–63200 | 63201–63300 Lista planetelor minore/63201–63300 | 63201–63300 Lista planetelor minore/63201–63300 | 63201–63300 Lista planetelor minore/63201–63300 | 63201–63300 Lista planetelor minore/63201–63300 | 63201–63300 Lista planetelor minore/63201–63300 | 63301–63400 Lista planetelor minore/63301–63400 | 63301–63400 Lista planetelor minore/63301–63400 | 63301–63400 Lista planetelor minore/63301–63400 | 63301–63400 Lista planetelor minore/63301–63400 | 63301–63400 Lista planetelor minore/63301–63400 | 63401–63500 Lista planetelor minore/63401–63500 | 63401–63500 Lista planetelor minore/63401–63500 | 63401–63500 Lista planetelor minore/63401–63500 | 63401–63500 Lista planetelor minore/63401–63500 | 63401–63500 Lista planetelor minore/63401–63500 | 63501–63600 Lista planetelor minore/63501–63600 | 63501–63600 Lista planetelor minore/63501–63600 | 63501–63600 Lista planetelor minore/63501–63600 | 63501–63600 Lista planetelor minore/63501–63600 | 63501–63600 Lista planetelor minore/63501–63600 | 63601–63700 Lista planetelor minore/63601–63700 | 63601–63700 Lista planetelor minore/63601–63700 | 63601–63700 Lista planetelor minore/63601–63700 | 63601–63700 Lista planetelor minore/63601–63700 | 63601–63700 Lista planetelor minore/63601–63700 | 63701–63800 Lista planetelor minore/63701–63800 | 63701–63800 Lista planetelor minore/63701–63800 | 63701–63800 Lista planetelor minore/63701–63800 | 63701–63800 Lista planetelor minore/63701–63800 | 63701–63800 Lista planetelor minore/63701–63800 | 63801–63900 Lista planetelor minore/63801–63900 | 63801–63900 Lista planetelor minore/63801–63900 | 63801–63900 Lista planetelor minore/63801–63900 | 63801–63900 Lista planetelor minore/63801–63900 | 63801–63900 Lista planetelor minore/63801–63900 | 63901–64000 Lista planetelor minore/63901–64000 | 63901–64000 Lista planetelor minore/63901–64000 | 63901–64000 Lista planetelor minore/63901–64000 | 63901–64000 Lista planetelor minore/63901–64000 | 63901–64000 Lista planetelor minore/63901–64000 |
| ----------------------------------------------- | ----------------------------------------------- | ----------------------------------------------- | ----------------------------------------------- | ----------------------------------------------- | ----------------------------------------------- | ----------------------------------------------- | ----------------------------------------------- | ----------------------------------------------- | ----------------------------------------------- | ----------------------------------------------- | ----------------------------------------------- | ----------------------------------------------- | ----------------------------------------------- | ----------------------------------------------- | ----------------------------------------------- | ----------------------------------------------- | ----------------------------------------------- | ----------------------------------------------- | ----------------------------------------------- | ----------------------------------------------- | ----------------------------------------------- | ----------------------------------------------- | ----------------------------------------------- | ----------------------------------------------- | ----------------------------------------------- | ----------------------------------------------- | ----------------------------------------------- | ----------------------------------------------- | ----------------------------------------------- | ----------------------------------------------- | ----------------------------------------------- | ----------------------------------------------- | ----------------------------------------------- | ----------------------------------------------- | ----------------------------------------------- | ----------------------------------------------- | ----------------------------------------------- | ----------------------------------------------- | ----------------------------------------------- | ----------------------------------------------- | ----------------------------------------------- | ----------------------------------------------- | ----------------------------------------------- | ----------------------------------------------- | ----------------------------------------------- | ----------------------------------------------- | ----------------------------------------------- | ----------------------------------------------- | ----------------------------------------------- |

| Predecesor: 62001–63000 | Lista planetelor minore 63001–64000 Semnificații ale numelor: 63001–64000 | Succesor: 64001–65000 |